# 長野県道273号真田新田線
長野県道273号真田新田線（ながのけんどう273ごう しんでんしんでんせん）は、長野県東筑摩郡筑北村と上田市を結ぶ一般県道。

## 概要
路線名の「真田」は筑北村坂井の字である真田（しんでん）を指しているが、本路線から旧真田町（さなだまち＝現上田市真田町）が比較的近い上そちらの方が有名であるので誤読しやすいが、読みが同じで表記が違う2つの地名を重ねた路線名である。

### 路線データ
- 起点：東筑摩郡筑北村大字坂井字真田（長野県道12号丸子信州新線交点）
- 終点：上田市大字小泉（小泉交差点＝国道143号交点）

## 通過する自治体
- 東筑摩郡筑北村
- 上田市

## 接続・交差する道路
- （東筑摩郡筑北村坂井真田付近＝起点）
  - 長野県道12号丸子信州新線
- （上田市上室賀付近）
  - 長野県道160号上室賀坂城停車場線
- 小泉交差点（上田市小泉＝終点）
  - 国道143号